# Emma Tusell Sánchez
Emma Tusell Sánchez (Madrid, 1980) es una montadora, guionista y directora de cine española.
Emma Tusell nació en una familia muy conectada con el mundo del cine. Su abuelo paterno, Jordi Tusell Coll, fue el primer director de la productora de cine Estela Films, fundada el 12 de febrero de 1948 en España y que sigue en activo, lo que la convierte en la productora española en funcionamiento más antigua. Su padre, Félix Tusell Gómez, comenzó dirigiendo la productora en el año 1970 y terminó adquiriéndola, de forma que pasaría a ser propiedad de la familia Tusell. Su madre, Mercedes Sánchez Rau, era diseñadora de vestuario y fue galardonada con el premio Goya al mejor vestuario por la película ¡Ay, Carmela!; dirigiendo la productora tras la muerte de su padre en 1991. En la actualidad, es su hermano, Félix Tusell Sánchez, quien dirige la empresa. Emma es socia de la productora, como sus hermanos Anna y Félix.
Emma estudió dirección en el Instituto de Cine de Madrid y, posteriormente, en la Escuela de Cinematografía y del Audiovisual de la Comunidad de Madrid (ECAM), donde se graduó en el año 2003, obteniendo la especialización en Edición. Tras un taller documental en Cuba se decanta también por el documental de creación. Tras sus estudios ha trabajado como montadora de películas (en títulos como Magical Girl, de Carlos Vermut, 2014; ganador de la Concha de Oro y la Concha de Plata al Mejor director en la 62.ª edición del Festival Internacional de Cine de San Sebastián, y Tiempo después, de José Luis Cuerda, 2018), documentalista (trabajando con prestigiosos directores españoles como Víctor Erice, José Luis Guerín y Elías León Siminiani) y guionista, siendo también inspiradora de proyectos, como Musarañas (sobre una idea argumental suya).
En 2006 se estrenó en la dirección con La habitación de Elías, un largometraje híbrido entre ficción y documental conectado con su pasado familiar, línea que sigue explorando en Video Blues, Premio Biznaga de Plata Mujeres en Escena al Mejor Documental en el Festival de Málaga de 2021.

## Filmografía
Como montadora sus trabajos se remontan a principios del 2000, pudiendo destacar:
- 2022 Mantícora.
- 2021 Viaje a alguna parte (documental).
- 2019 Video Blues (documental).
- 2018 Tiempo después.
- 2016 La caja vacía.[11]
- 2014 Epitafios (corto).
- 2014 Magical Girl.[12]
- 2013 El hombre y la música (documental).
- 2013 Vekne hleba i riba (corto).
- 2011 La curva de la felicidad.
- 2011 Sobre la misma tierra (documental).
- 2011 Carne cruda.
- 2010 Cierre noche (corto).
- 2010 Cuando Hollywood estaba en la Gran Vía (documental).
- 2009 Burbuja (corto).
- 2008 Hobby (documental).
- 2008 Crónicas del corta-pega (documental).
- 2006-2008 Madrid crea (serie documental de televisión) (8 episodios).
- 2007 Suave es la noche (corto).
- 2007 Made in Japan (corto).
- 2004 Il Miracolo Spagnolo (documental).
- 2004 Terrones (corto).

Como guionista cabe resaltar:
- 2019 Video Blues (documental).
- 2014 Musarañas (idea original).
- 2006-2008 Madrid crea (serie documental de televisión) (8 episodios).
- 2006 La habitación de Elías.

Como directora, sus principales títulos son:
- 2019 Video Blues (documental).
- 2006-2008 Madrid crea (serie documental de televisión) (7 episodios).
- 2006 La habitación de Elías.